# المقعبرية
المقعبرية قرية تتبع ناحية الروضة في منطقة بانياس التابعة لمحافظة طرطوس.